# 布赖恩·科纳彻
布赖恩·科纳彻（英語：Brian Conacher，1941年8月31日—），加拿大男子冰球运动员，场上位置是前锋。他曾代表加拿大参加1964年冬季奥林匹克运动会冰球比赛，获得第4名。